# The Winter Wake
The Winter Wake è il terzo album della power/folk metal band italiana Elvenking. 
La canzone "Rouse Your Dream" farà parte della colonna sonora del film australiano "Little Black Dress" diretto da F. Bramwell Noah che è uscito nel 2009.

## Tracce
1. Trows Kind – 5:57
2. Swallowtail – 4:26
3. The Winter Wake – 4:19
4. The Wanderer – 4:54
5. March of Fools – 5:46
6. On the Morning Dew – 3:30
7. Devil's Carriage – 4:04
8. Rats are Following – 4:37
9. Rouse Your Dream – 4:48
10. Neverending Nights – 7:01
11. Disillusion's Reel – 2:19

### Tracce Bonus
1. Penny Dreadful (cover degli Skyclad) – 3:11
2. Petalstorm (edizione giapponese dell'album) – 4:49

## Formazione
- Damnagoras - voce
- Aydan - chitarra
- Gorlan - basso
- Elyghen - violino, tastiere
- Zender - batteria

### Ulteriori musicisti
- Schmier (Destruction) - voce on "The Winter Wake"
- Nino Laurenne (Thunderstone) - assolo su "Trows Kind"
- Jarpen - assolo su "The Winter Wake"
- Pauline Tacey - voce soprano su "March of Fools" and "Disillusion's Reel"
- Laura De Luca - voce su "On the Morning Dew"
- Isabella "Whisperwind" Tuni - voce da fata su "Trows Kind"
- Umberto Corazza - flauto
- Damnagoras - chitarre aggiuntive on "Neverending Nights"

Coro
- Pauline Tacey
- Laura De Luca
- Giada Etro
- Isabella Tuni
- Claudio Coassin
- Damnagoras
- Aydan
- Elyghen

The String Quartet (arrangiato da Elyghen):
- Eleonora Steffan - violino
- Attilio Zardini - violino
- Elyghen - viola
- Marco Balbinot - violoncello